# Batang Nilo Kecil
Batang Nilo Kecil is een bestuurslaag in het regentschap Pelalawan van de provincie Riau, Indonesië. Batang Nilo Kecil telt 1199 inwoners (volkstelling 2010).